# Clematis erectisepala
Clematis erectisepala là một loài thực vật có hoa trong họ Mao lương. Loài này được L.Xie, J.H.Shi & L.Q.Li mô tả khoa học đầu tiên năm 2005.